# スマラン
スマラン（インドネシア語：Kota Semarang）は、インドネシアの中部ジャワ州の州都である。人口は約190万人（2021年）。インドネシアの五大都市の一つとされる。（他は、ジャカルタ、スラバヤ、メダン、バンドン）
サマラン、セマランとも表記される。

## 歴史

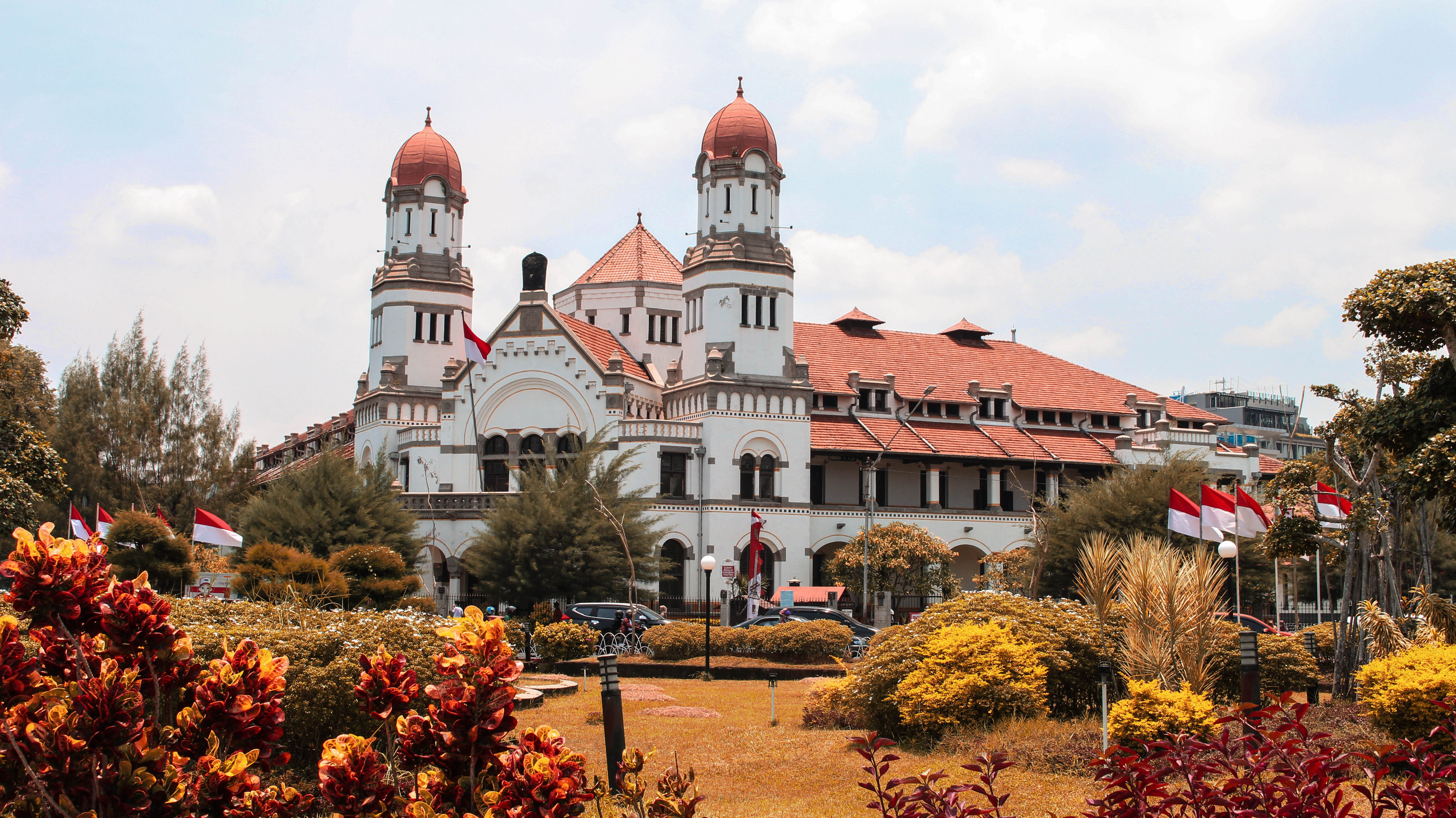
旧蘭印鉄道本社（ラワン・セウ）

- 明朝期の鄭和の南海遠征では、その分遣隊がこのスマランに上陸している。
- オランダ植民地時代の1867年にインドネシア最初の鉄道が整備された。ジャワ島内陸部のプランテーション農産物が鉄道でスマラン港に輸送され、世界市場へと輸出された。
- 20世紀初頭、東インド共産党（インドネシア共産党）が主導する労働運動の中心地となり、「赤いスマラン」と呼称された。
- 太平洋戦争中は日本軍に占領された。日本の敗戦後、旧日本軍の武器の引き渡しを巡って、インドネシア独立派と旧日本軍が衝突し、双方に多数の死傷者が出た（スマラン事件）。

## 交通

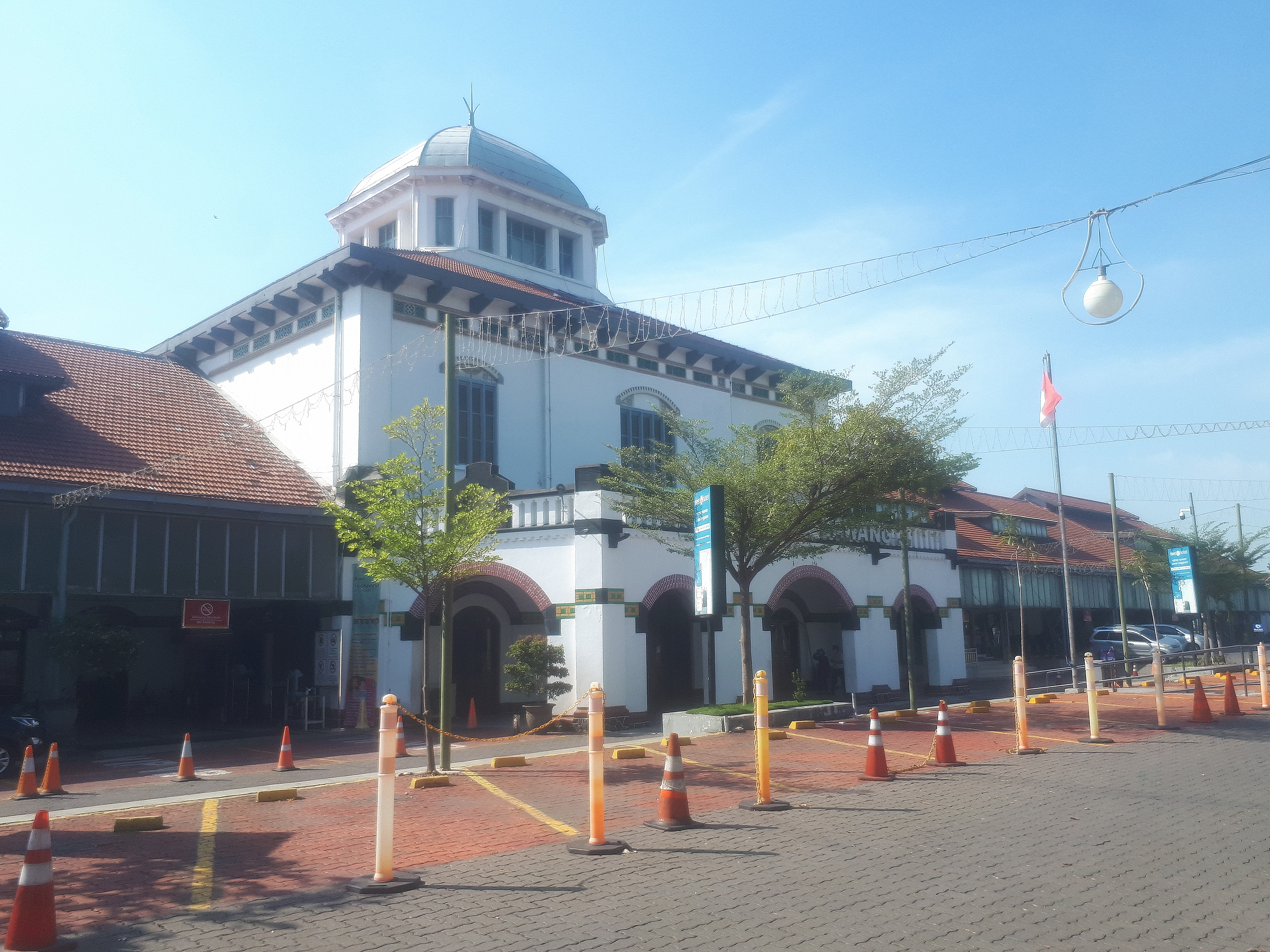
スマラン駅

### 空港
アフマド・ヤニ国際空港

### 道路
東西方向に、スラバヤからジャカルタへ至る国道（北ジャワ回廊）が、南方にジョグジャカルタへ至る国道が延びている。市内中心部には、これら道路を結ぶ環状の有料高速道路が存在する。1970 年代、インドネシア共和国・公共事業省によりスマラン市を含む地域全体の経済の活性化を目的にスマラン環状有料道路の計画が進められ、以後順次ジョグジャカルタへ路線を延ばしていった。

### 鉄道
1864年にジャワ島で初めて鉄道区間として着工、1867年8月にスマラン - タングン間約25kmで運行を開始した。この時は標準軌(1435mm)で敷設を行ったが、その後の延長工事で建設費が膨大になる事が分かり、途中から狭軌(1067mm)に軌間を変更され、初期開通区間も狭軌に改軌された。
ジャカルタコタ駅 - チルボン - スマラン・タワン駅 - スラバヤを結ぶ北幹線とも呼ばれる幹線と、スマランから東のブルンブン駅から南下するSolo(スラカルタ)へ向かうジャワ島最初の路線のジャンクションとなっている。

### 港
タンジュン・エマス港はジャワ島の中心に位置する中部ジャワ州最大の港。
インドネシア最大の港で日本企業などが多く使用するジャカルタのタンジュンプリオク港が能力の限界に達しているため、代替港の性格が強い。港湾面積や水深の拡張工事を進めている。

## 経済

### 工業団地
チャンディ工業団地、BSBシティ工業団地が存在するが、日系工業団地はなく現地サポート体制が課題となる。また企業移転が活発になっている影響で分譲価格が上昇している。またいずれも満杯状態であり用地の準備が追いついていない
。
スマランに本拠を置く地場民間のムガン・グループ（Mugan Group）という企業グループがサユン総合エコ工業団地が建設中である。
スマランに本社を置く現地大手企業としては、シド・ムンチュルが挙げられる。1951年創業のジャムウと呼ばれる先住民の伝承医学の薬草の製造最大手で2013年にIPOを果たしている。

### 電力
スマラン港最東端の産業地域にスマラン発電所がある。総出力300MWの重油火力発電所で、運転開始は1・2号機が1978年、3号機が1983年である。変電所を経由してジャワ島の東西を結ぶ500kVの基幹送電線に接続しており、ジャワ・バリ系統（発電設備容量 18,448MW：2002 年度実績）の東西間の電圧調整を担う発電所として、重要な役割を担っている。タービンなど主要設備の老朽化が進み、使用燃料を重油から天然ガスに転換することが検討されている。
運転はインドネシアパワー社(PT.
Indonesia Power)が行う。

## 日本との関係
市内を流れるガラン川一帯は、地下水のくみ上げに伴う地盤沈下により洪水が起こりやすい状況になっている。2006年に調印された日本の円借款プロジェクト「スマラン統合水資源開発計画」の一環として、放水路の建設と現河川の拡幅、親水公園の設置が進められている。
スマランには20社以上の日系企業が進出していることから物流拠点として2018年1月30日、日本通運の現地法人、NEXロジスティクスインドネシア株式会社は、「スマランロジスティクスセンター」を開設した。

## 姉妹都市
- サマリンダ、インドネシア(東カリマンタン州州都)
- パル、インドネシア(中部スラウェシ州州都)
- ブリスベン、オーストラリア 1993年1月
- ダナン、ベトナム
- 北海市、中国
- 福州市、中国
- マンチェスター、イギリス 2001年
- テグシガルパ、ホンジュラス